# Sclerodomus rusticus
Sclerodomus rusticus is een mosdiertjessoort uit de familie van de Sclerodomidae. De wetenschappelijke naam van de soort is voor het eerst geldig gepubliceerd in 1842 door d'Orbigny.